# The Civil War: Its Music And Its Sounds
The Civil War: Its Music And Its Sounds ist ein Werk des US-amerikanischen Dirigenten, Komponisten und Musikpädagogen Frederick Fennell aus dem Jahr 1962, das ursprünglich in der Mercury-Living-Presence-Reihe auf zwei Langspielplatten erschien. Es thematisiert den Sezessionskrieg.

## Entstehung
Inspiriert durch W.C. Storricks Buch The Battle of Gettysburg beschloss Frederick Fernell 1956, das Ereignis des amerikanischen Bürgerkrieges als klassisches Gesamtkunstwerk unter Mitwirkung der Historiker Harold L. Peterson und Charles L. Dufor zu vertonen.
Die Musikaufnahmen erfolgten im Dezember 1960 und Mai 1962 im Eastman Theatre, Rochester, New York, die Effektaufnahmen im Oktober 1960 in Gettysburg, Pennsylvania und im Dezember 1960 in West Point, New York. Die Aufnahme erfolgte mit einer historisch adäquaten Orchesterbesetzung und unter Verwendung historischer originaler Musikinstrumente, ebenso mit der traditionell üblichen Haltung der Instrumente.
Neben beliebten und gerne gespielten Militärmusikstücken nahm Fernell traditionelle durch Trompeter und Trommler vermittelte militärische Signale und Befehle auf, ebenso die Geräusche beim Laden und Abschuss einzelner originaler Waffen aus dem Bürgerkrieg. Für den Teil der historischen Aufarbeitungen wurden Geräusche aus dem Lager der Soldaten und der Kämpfe mithilfe von kostümierten Darstellern aufgenommen. Durch die Aufnahme der Darsteller und Reiter in den korrekten Kostümen wollte Fernell die größtmögliche Detailtreue erreichen.
Die Aufnahmen wurden aus bis zu 93 einzelnen Spuren zusammengesetzt, gespeichert wurde auf 35-mm-Magnetband, welches in der damaligen Zeit die größtmögliche Dynamik und das breiteste Frequenzspektrum zur Verfügung stellte.

## Veröffentlichungen
Die Aufnahmen erschienen 1962 in der Mercury-Serie Living Presence als 2-LP-Ausgabe mit einem 24-seitigem Begleitheft sowohl in einer Mono- wie auch in einer Stereo-Variante.
Für die CD-Veröffentlichung aus dem Jahre 1990 mussten für die meisten Aufnahmen auf die bereits abgemischten 12,7-mm-Bänder
zurückgegriffen werden, da der Verbleib der 35-mm-Bänder ungeklärt ist.
Aus unbekannten Gründen wird das Veröffentlichungsdatum fälschlicherweise bei manchen Quellen mit 1958 angegeben.

## Mitwirkende
- Dirigent: Frederik Fennell
- Sprecher: Martin Gabel
- Musiker: Eastman Wind Ensemble, Boyde Hoode (Horn), The Port Royal Band, Regiment Band of the 26th North Carolina
- Autoren: Harold L. Peterson (Historiker und Autor diverser Bücher über historische Feuerwaffen) und Charles L. Dufor (Historiker und Journalist)
- militärischer Berater: Gerald C. Stowe

## Inhalt

### Fort Sumter To Gettysburg – Part 1

#### Band Music of the Union Troops
- Hail To The Chief
- Listen To The Mocking Bird
- Palmyra Schottische
- Hail Columbia
- Freischütz Quickstep
- Parade
- Port Royal Galop
- La Marseillaise

#### Band Music of the Confederate Troops
- Dixie & Bonnie Blue Flag
- Cheer Boys Cheer
- Luto Quickstep
- Old North State
- Easter Galop
- Come, dearest, the daylight is done
- Maryland, My Maryland
- Waltz No. 19
- Old Hundreth

#### Field Music of the Union and Confederate Troops

##### Camp, Garrison And Field Calls For Fifes And Drums
- The Girl I Left Behind
- The Recruiting Sergeant
- Jefferson and Liberty
- Old 1812
- Carry Me Back
- Liverpool Hornpipe
- Newport
- Garry Owen

##### Cavalry Bugle Signals
- The General
- Boots And Saddles
- To Horse
- Assembly
- To Arms
- To The Standard (Parade Stil)
- March
- The Change
- Rally
- Reveille
- Stable Call
- Watering Call
- Breakfast
- Assembly Of Guard
- Orders
- Assembly Of Buglers
- Retreat
- Fatigue Call
- Dinner Call
- Distributions
- Drill Call
- Officers Call
- Common Step (Parade Stil)
- Cease Firing
- Officers Take Place
- Sick Call
- Tattoo (Parade Stil)
- Quick March

#### The Sounds of Conflict: Fort Sumter to Gettysburg
by Chales L. Dufour, Sprecher Martin Gabel

### Gettysburg to Appomattox – Part 2

#### Narration
by Martin Gabel

#### Band Music of the Union Troops
- Twinkling Stars Quickstep
- O Kentucky, Kentucky
- Come Where My Love Lies Dreaming
- Un Ballo in Maschera Quickstep
- St. Patrick’s Day in the Morning
- Grafulla's Quickstep
- Gary Owen
- Cavalry Quickstep
- Storm Galop

#### Band Music of the Confederate Troops
- 26th Regiment Quickstep
- Lulu's Gone
- Tramp, Tramp
- Juanita
- Carry Me Back (to Old Virginny's Shore)

#### Field Music of the Union and Confederate Troops

##### Bugle Singmals For The Service Of Skirmishers
- Forward
- Halt
- To The Left
- To The Right
- About
- Rally On Chief
- Trot
- Gallo
- Commence Fire
- Diperse
- Charge-Right
- Charge-Left
- Recall
- Retreat

##### Drum Calls
- Drummer's Call (I)
- Drummer's Call (II)
- Assembly
- Long Roll

##### Camp And Field Duty Calls For Fifes And Drums
- Drill Call
- Guard Mount
- Retreat
- Surgeon's Call
- Adjutant's Call
- Tattoo
- Assembly
- Fatigue

#### The Appomattox Bugle
- Charge
- Assembly
- Taps

#### Songs of the Union and Confederate Soldiers
- We Are Coming, Father Abra'am
- Tenting Tonight on the Old Camp Ground
- Goober Peas
- Tramp! Tramp! Tramp!
- When Johnny Comes Marching Home
- The Battle Hymn of the Republic

#### Firearms of the Civil War
by Harold L. Peterson
- Small Arms – Remington Modell 1858, Kaliber 44
- The Rifled Musket – Springfield Muskete Modell 1861 Kaliber 58
- Breechloaders – Sharps Hinterlader-Gewehr
- Repeaters – Spencer Modell 1860
- Field Artillery – 10 Pfund Parrott Geschütz, bronzenes 12 Pfund Smoothbore Geschütz und zwei 12 Pfund Napoleon Model 1857

#### The Sounds of Conflict: Gettysburg to Appomattox
by Chales L. Dufour, Sprecher Martin Gabel